# 大斑錫伯鯰
大斑錫伯鯰，為輻鰭魚綱鯰形目北非鯰科的其中一種，分布於非洲剛果河中上游流域，體長可達21.7公分，棲息在底層水域，屬肉食性，生活習性不明，可做為觀賞魚。

## 擴展閱讀
維基物種上的相關：大斑錫伯鯰